# Deja vu (groupe français)
Pour les articles homonymes, voir Déjà vu (homonymie).
Deja vu, également stylisé Déjà vu, est un groupe de rock français, originaire de Lyon, en Rhône-Alpes. Leur style musical est un mélange de rock énergique et mélodique aux influences britpop sur des textes francophones. Le groupe se sépare en 2014 après trois albums studio.

## Biographie

### Débuts (2004–2005)
Francois Serin, Renaud Ponsot, Mathieu Larue et Jordi Brusa forment Deja vu en octobre 2004 à Lyon. Renaud et Mathieu se connaissent depuis le collège et décident, après un an passé ensemble à Londres, de former un groupe dont l'ambition serait de mélanger des influences rock à l'anglaise sur des textes en français, de manière totalement décomplexée. Très vite, ils rencontrent François Serin dont le précédent groupe (alter ego) vient de se séparer. L'alchimie fonctionne immédiatement, et Jordi Brusa (rencontré également à Londres) vient compléter le trio à la basse. Dans un élan d'auto-dérision, le groupe choisi de s'appeler Deja vu ; l'expression existe en Français comme en Anglais, trait d'union linguistique entre les différentes influences de la formation naissante. « C'était ça ou Sandwich », confirme régulièrement Renaud Ponsot en interview.
En février 2005, un premier EP cinq titres intitulé Le Plan de carrière, est publié, permettant au groupe de figurer sur la compilation Lyon All Stars et de remporter le tremplin Campus Tour au Transbordeur le même mois, partageant la scène avec Prohom, Superbus et No One Is Innocent. Le disque, enregistré dans les conditions du live en une journée au Studio Bleu (Lyon), n'était pas destiné à être publié à l'origine. Alors que ce premier EP vient tout juste de paraître, le groupe prépare son premier album. Toujours enregistré au Studio Bleu (Lyon) par Lionnel Vasseur, masterisé à Londres par Mike Marsh à The Exchange, ce premier LP de 12 titres (simplement intitulé Deja vu) sort en mars 2006. Le groupe participe ainsi au renouveau du rock à Lyon, alors en plein effervescence avec des groupes comme Fake Oddity, A*Song, Music Is not Fun, The Green Olive ou encore Fireball F.C, travaillant à l'essor de lieux de concerts rock indépendants comme Le Citron via l'organisation Lyon in rock (dont François est alors le programmateur).

### Deja vu(2006–2008)
Au printemps 2006, Deja vu figure sur la compilation Dandelyon, et se retrouve finaliste du live contest au Transbordeur. Profitant de l'été pour tourner son premier clip vidéo (La Grande Évasion), Deja vu part en septembre 2006 sur les routes pour sa première tournée nationale (dans un van acheté avec des indemnités de licenciement!). Le groupe donnera plus de 100 concerts dans toute la France entre 2006 et 2008 et affirme sa personnalité en jouant avec Eiffel, Asyl ou encore Plasticines, recevant au passage le soutien de musiciens émérites (Fred Jimenez d'A.S. Dragon, Romain Humeau de Eiffel, Manu ex-Dolly).
En 2007-2008, le groupe tourne toujours sans relâche, jouant notamment au Ninkasi Kao avec The Bishops, au Transbordeur avec The Electric Soft Parade et en Belgique au Soundstation de Liège avec Jil Is Lucky. Deja vu sort également un second clip (Là où je m’enlise) et enregistre une reprise de Serge Gainsbourg (Qui est in qui est out). Le titre Le Syndrome de Stockholm (toujours extrait du premier album Deja vu) paraît sur la compilation Lyon in Rock en mars 2008.
Particulièrement actif sur les réseaux sociaux, Deja vu est choisi pour participer au concert Me, Myspace and My Band de Lyon au Ninkasi Kao en février 2008. Alison Gray, premier single extrait de son futur deuxième album Roulette russe, est dévoilé à la fin de cette même année. Le titre connaîtra une jolie carrière sur les radios rock nationales et reste à ce jour la chanson de Deja vu la plus diffusée sur les ondes. Au même moment, Jordi Brusa (basse) décide de quitter le groupe et est remplacé par Isaure Claire aux claviers (Mathieu Larue passant lui de la guitare à la basse). Nouveau départ et nouveau son pour la formation qui signe avec le label MVS Records au début de l'année 2009 et continue de tourner sans cesse, partageant des scènes avec Manu au Transbordeur, puis Molly's et Archimède à la Flèche d'or (Paris) en décembre 2008. À noter que cette même année, François Serin est sélection Dandelyon avec son projet parallèle anglophone Lauren Stuart, donnant quelques concerts solo accompagné sur scène de Renaud Ponsot et Mathieu Larue de Deja vu mais aussi Thibaut Labbey et Ian LeCoz de A*Song et Fireball F.C.

### Roulette russe(2010–2011)
Le groupe joue sur Paris à la fin 2009. Le deuxième album de Deja vu, intitulé Roulette russe, toujours produit par Lionnel Vasseur, et masterisé à Londres par Mike Marsh, parait finalement le 9 novembre 2009 sur MVS Records/Anticraft. L'album est enregistré dans une maison près de Forcalquier (Alpes-de-Haute-Provence) en une quinzaine de jours pendant le mois de décembre 2007, tous les musiciens jouant ensemble dans la même pièce. Quelques arrangements additionnels ont été ajoutés par la suite. Le lancement du disque est fêté sur scène à Paris au Batofar le 17 novembre 2009, en compagnie du groupe Mustang. Les médias s'intéressent de plus en plus à Deja vu, que ce soient les radios (diffusions sur Le Mouv, OÜI FM, Virgin Radio, France Inter) ou la presse papier (Rock One, Open Mag, Rock & Folk...). Le disque est plutôt bien accueilli, Rock & Folk parlant notamment « d'effluves des kinks, du british beat combinées avec l'énergie de Supergrass » ou Open Mag de « bonne surprise de cette fin d'année. » Malheureusement, cela ne se traduira que très peu dans les ventes et le groupe ne bénéficiera pas vraiment de cette dynamique.
En mars 2010, les Deja vu se retrouvent propulsés en 1967 dans leur nouveau clip (réalisé par Morgan Rauscent), vu plus de 15 000 fois sur le web en quelques jours seulement sur YouTube. À l'automne 2010, le moteur de la vieille camionnette du groupe (celle achetée avec des indemnités chômage en 2006...) rend l'âme. Comme un signe, Deja vu décide alors de faire pour la première fois une véritable pause, afin de réfléchir à la suite et composer de nouveaux titres.

### Leptis Magna(2012–2013)
C'est finalement en mars 2012 que Deja vu sort un nouvel EP cinq titres, uniquement disponible en téléchargement sur son site web, accompagné d'une vidéo sur la chanson Dylan municipal, reprenant de nombreuses images de tournées. Ces cinq titres sont enregistrés en trois jours, produits et mixés pour la première fois par le groupe seul, dans un souci de spontanéité. Les concerts reprennent dans la foulée (Lyon, Nantes, Angers...), l'occasion de jouer quelques dizaines de nouveaux titres en rodage pour un futur album. Le 22 juin 2012, Deja vu joue devant plus de 30 000 personnes au stade de Gerland à Lyon, en première partie de Johnny Hallyday et Louis Bertignac.
À partir du 24 juin 2012, Deja vu se lance dans l'enregistrement de Leptis Magna, son futur troisième album. Le disque sera co-réalisé par Christian Quermalet de The Married Monk, qui se charge également de l'enregistrement et du mixage, ajoutant arrangements et parties additionnelles, faisant de ce LP le plus riche et aventureux du groupe. Mike Marsh de The Exchange (Londres) assure toujours quant à lui le mastering et Samantha Dottori la création graphique.
Leptis Magna est un projet original comprenant un album-concept audio de 12 titres mais également une partie vidéo avec des clips et courts-métrages réalisés par une dizaine de réalisateurs Rhône-Alpins a qui le groupe a laissé carte blanche pour interpréter ses chansons : David Montcher pour Théorie de l'évolution, Lionel Compte pour Aux Armes, Eymeric Jorat pour Derniers pas sur la lune, Arthur Chays (primé au festival Premiers courts de Villeurbanne) pour Timeline, Renaud Ponsot pour Cauchemar climatisé, Guillaume Couturier  pour Vice de forme ; et Francis Erions pour Carbone et oxygène et L'Homme invisible
Le CD/DVD Leptis Magna sort le 18 mars 2013. Les concerts reprennent dans la foulée avec en point d'orgue une soirée Deja vu and Friends le 23 mai 2013 au Ninkasi Kao à Lyon avec Fake Oddity en ouverture, et puis quelques invités sur scène (Christian Quermalet, Julien Bloch (Music Is not Fun), Stéphane Pétrier (Le Voyage de Noz)...).

### Séparation (2014)
Après quelques autres concerts (dont une tournée en Allemagne en juin 2013), Isaure Claire annonce son départ du groupe ; Deja vu officialise finalement sa séparation un an plus tard, en juin 2014. Le dernier concert de la formation aura donc eu lui le 21 juin 2013 à Berlin. En 2015, Serin rejoint le groupe Strange Milk.

## Membres
- Francois Serin - chant, guitare (2004–2014)
- Renaud Ponsot - batterie (2004–2014)
- Mathieu Larue - basse, guitare, chœurs (2004–2014)
- Isaure Claire - claviers (2008–2014)
- Jordi Brusa - basse (2004–2008)

## Discographie

### Singles
- 2005 : Le Plan de carrière
- 2006 : La Grande évasion (clip réal: L. Willems)
- 2007 : Là où je m'enlise (clip réal: L. Willems)
- 2008 : Qui est in qui est out
- 2009 : Alison Gray
- 2010 : 1967 (clip réal: Morgan Rauscent)
- 2012 : Dylan municipal (clip réal: Deja vu)
- 2013 : Red Light District Romance